# Juanita Banana (chanson)

Juanita Banana est une chanson de Tash Howard et Murray Kenton, interprétée par The Peels en 1966. Le refrain est tiré d'un air de bel canto Caro Nome (ou « air de Gilda »), extrait de Rigoletto de Giuseppe Verdi (acte I, scène 2).
Elle a été traduite en français par Maurice Tézé et interprétée la même année par Henri Salvador et Janine de Waleyne. La pochette et le clip en Scopitone montrent Henri Salvador travesti en jeune Cubaine aux longs cheveux nattés, entourée de bananes.  La chanson est devenue un succès international.

## Au cinéma
Sauf indication contraire, les informations mentionnées dans cette section peuvent être confirmées par le générique de fin de l'œuvre audiovisuelle présentée ici, ainsi que par la base de données cinématographiques IMDb,  présente dans la section « Liens externes ».
- 2000 : dans Le Goût des autres, d'Agnès Jaoui, le personnage de Castella, chef d'entreprise inculte joué par Jean-Pierre Bacri, la confond avec l'air de Rigoletto « Caro nome » dont elle est tirée, ce qui provoque la risée des autres protagonistes, certes plus cultivés.